# 長胸鰭條鰍
長胸鰭條鰍（學名：Nemacheilus longipectoralis）為輻鰭魚綱鯉形目條鰍科條鰍屬的其中一種。分布於亞洲印尼淡水流域，體長可達3.7公分，棲息在河川底層水域，生活習性不明。

## 扩展阅读
維基物種上的相關：長胸鰭條鰍